# Żerawna
Żerawna (bułg. Жеравна) – wieś w Bułgarii, w obwodzie Sliwen, w gminie Koteł. Według danych szacunkowych Ujednoliconego Systemu Ewidencji Ludności oraz Usług Administracyjnych dla Ludności, 15 czerwca 2020 roku miejscowość liczyła 355 mieszkańców.

## Osoby związane z miejscowością

### Urodzeni
- Georgi Bonczew (1866–1955) – bułgarski geolog
- Iwan Cankow (1840–1925) – bułgarski rewolucjonista
- Petyr Dimitrow (1848–1919) – bułgarski dyplomata
- Petyr Gajkow (1872–1902) – bułgarski rewolucjonista
- Todor Ikonomow (1835–1892) – bułgarski polityk
- Jordan Jowkow (1880–1937) – bułgarski pisarz
- Iwan Raew (1935–1978) – bułgarski aktor, reżyser, pisarz
- Wasił Stojanow (1839–1910) – bułgarski filolog
- Sergej Todorow (1896–1974) – bułgarski polityk

## Linki Zewnętrzne
- Oficjalna strona internetowa